# 2-イソプロピル-3-メトキシピラジン
2-イソプロピル-3-メトキシピラジン（英: 2-Isopropyl-3-methoxypyrazine）は、化学式C8H12N2Oで表されるピラジンの誘導体の一種である。IPMPとも略記される。2-イソブチル-3-メトキシピラジン同様、嗅覚閾値0.002ppbと非常に強力な匂いを持つ。 消防法に定める第4類危険物 第2石油類に該当する。

## 自然界での存在
天然にはダイズやジャガイモなどに存在し、2-イソブチル-3-メトキシピラジンとともにピーマンの香りを構成する上で重要な物質である。成熟したピーマンの方が含有量が多く、赤ピーマンにも緑ピーマンより少ないながら存在する。加熱調理しても減少しない。

## 用途
ポテト製品のフレーバー改良剤として0.02～0.05ppmほど使用される。意図せず混入すると、カビ臭をもたらす異臭原因物質となる。